# Imunosupresor
Un imunosupresor sau mai rar imunosupresiv este un medicament utilizat pentru a reduce sau suprima activitatea sistemului imunitar. Principalele lor utilizări sunt pentru tratamentul bolilor autoimune sau pentru prevenirea respingerii grefei în transplanturile de organe.